# Sandouville
Sandouville là một xã thuộc tỉnh Seine-Maritime trong vùng Normandie miền bắc nước Pháp.

### Huy hiệu
| Arms of Sandouville | The arms of Sandouville are blazoned: Gules, a toothed wheel Or, and on a chief argent 3 martlets sable. |

## Dân số
| 1962                                            | 1968 | 1975 | 1982 | 1990 | 1999 | 2006 |
| ----------------------------------------------- | ---- | ---- | ---- | ---- | ---- | ---- |
| 400                                             | 460  | 566  | 645  | 703  | 754  | 786  |
| Starting in 1962: Population without duplicates |      |      |      |      |      |      |